# 安東省 (滿洲國)
安東省，是满洲國的省份之一，省會安東市。

## 行政沿革
1934年12月1日，滿洲國將安東、鳳城、岫岩、莊河、寬甸、桓仁、輯安、通化、臨江、長白、撫松11縣自奉天省析出，新設安東省，治所設於安東縣城，安東遂成為安東省軍事、政治、經濟、文化活動中心。
1937年7月1日，滿洲國新設通化省，通化、臨江、長白、撫松、輯安5縣改隸通化省。
1937年12月，滿洲國從安東縣析出設安東市，為安東省會。安東市與安東縣同隸屬于安東省，市區劃金湯、元寶、中興、鎮安、浪頭、大和、旭日7個區。

### 历任省长
- 王茲棟：1934年12月1日 - 1937年7月1日
- 黄富俊：1937年7月1日 - 1939年8月18日
- 丁超：1939年8月18日 - 1942年9月28日
- 曹承宗：1942年9月28日 - 1945年废除；渡边兰治任省次长。1945年12月12日安东省民主政府召开反奸清算斗争大会，公审处决二人。

## 行政區劃
1934年12月1日，析奉天省安東、鳳城、岫岩、莊河、寬甸、桓仁、輯安、通化、臨江、長白、撫松等11縣置。省公署駐安東縣。1937年，輯安、通化、臨江、長白、撫松等縣往屬通化省。1945年8月1日，桓仁縣往屬通化省。轄1市、5縣：
| 安東省 | 安東省       | 安東省                                        | 安東省 |
| 縣、市 | 駐地         | 沿革                                          |        |
| ------ | ------------ | --------------------------------------------- | ------ |
| 安東市 | 今丹東市市區 | 安東省公署駐地。1937年12月1日析安東縣城區析。 |        |
| 安東縣 | 今東港市市區 | 原屬奉天省。                                  |        |
| 岫巖縣 | 岫岩街       | 原屬奉天省。                                  |        |
| 莊河縣 | 莊河街       | 原屬奉天省。                                  |        |
| 寬甸縣 | 寬甸街       | 原屬奉天省。                                  |        |
| 鳳城縣 | 鳳城街       | 原屬奉天省。                                  |        |